# Vladimír Novák
Vladimír Novák (ur. 28 lutego 1904 w Chlumie u Třeboně, zm. 28 kwietnia 1986) – czeski biegacz narciarski reprezentujący Czechosłowację, srebrny medalista mistrzostw świata.

## Kariera
Jego olimpijskim debiutem były igrzyska w Sankt Moritz w 1928 roku, gdzie zajął 12. miejsce w biegu na 18 km techniką klasyczną. Cztery lata później, podczas igrzysk olimpijskich w Lake Placid zajął 14. miejsce w biegu na 18 km, a na dystansie 50 km był jedenasty. Wziął także udział w igrzyskach olimpijskich w Garmisch-Partenkirchen w 1936 roku zajmując 19. miejsce w biegu na 50 km stylem klasycznym.
W 1933 roku wystartował na mistrzostwach świata w Innsbrucku. Osiągnął tam największy sukces w swojej karierze wspólnie z Františkiem Šimůnkiem, Antonínem Bartoňem i Cyrilem Musilem zdobywając srebrny medal w sztafecie 4 × 10 km.

## Osiągnięcia

### Igrzyska olimpijskie
| Miejsce | Dzień     | Rok  | Miejscowość            | Konkurencja             | Wynik   | Strata | Zwycięzca            |
| ------- | --------- | ---- | ---------------------- | ----------------------- | ------- | ------ | -------------------- |
| 12.     | 17 lutego | 1928 | Sankt Moritz           | 18 km stylem klasycznym | 1:37:01 | +10:52 | Johan Grøttumsbråten |
| 14.     | 10 lutego | 1932 | Lake Placid            | 18 km stylem klasycznym | 1:23:07 | +9:52  | Sven Utterström      |
| 11.     | 13 lutego | 1932 | Lake Placid            | 50 km stylem klasycznym | 4:28:00 | +24:44 | Veli Saarinen        |
| 19.     | 15 lutego | 1936 | Garmisch-Partenkirchen | 50 km stylem klasycznym | 3:30:11 | +28:57 | Elis Wiklund         |

### Mistrzostwa świata
| Miejsce | Dzień     | Rok  | Miejscowość       | Konkurencja             | Czas biegu | Strata | Zwycięzca         |
| ------- | --------- | ---- | ----------------- | ----------------------- | ---------- | ------ | ----------------- |
| 10.     | 7 lutego  | 1927 | Cortina d’Ampezzo | 18 km stylem klasycznym | 1:23:55    | +8,56  | John Lindgren     |
| 14.     | 10 lutego | 1933 | Innsbruck         | 18 km stylem klasycznym | 1:02:11    | +5:15  | Nils-Joel Englund |
| 8.      | 12 lutego | 1933 | Innsbruck         | 50 km stylem klasycznym | 4:13:49    | +18:26 | Veli Saarinen     |
| 2.      | 12 lutego | 1933 | Innsbruck         | Sztafeta 4 × 10 km      | 2:49:00    | +8:34  | Szwecja           |